# The Dutchess
The Dutchess is het solo-debuutalbum van de Amerikaanse zangeres Fergie, uitgegeven in september 2006. Tot 2008 werd het album meer dan 6 miljoen verkocht wereldwijd.  Met London Bridge, Big Girls Don't Cry en Glamorous werden de drie nummers een nummer-1 hit in de Verenigde Staten. In Australië, Canada, Ierland, Japan, Nieuw-Zeeland en in de Verenigde Staten stond het album wekenlang in de toplijsten.

## Tracklist
| Nummer                                                  | Schrijver(s)                                                                                                  | Duur |
| ------------------------------------------------------- | --- | ---- |
| Fergalicious (featuring will.i.am)                      | Will Adams, Stacy Ferguson, Dania Birks, Juana Burns, Juanita Lee, Kim Nazel, Fatima Shaheed, Derrick Rahming | 4:52 |
| Clumsy                                                  | Adams, Ferguson, Bobby Troup                                                                                  | 4:01 |
| All That I Got (The Make Up Song) (featuring will.i.am) | Adams, Ferguson, Keith Harris, Lionel Richie, Ronald Lapread, Sr.                                             | 4:05 |
| London Bridge                                           | Ferguson, Jamal Jones, Sean Garrett, Mike Hartnett                                                            | 4:01 |
| Pedestal                                                | Ferguson, Printz Board                                                                                        | 3:22 |
| Voodoo Doll                                             | Ferguson, Adams                                                                                               | 4:23 |
| Glamorous (featuring Ludacris)                          | Ferguson, Jones, Adams, Elvis Williams, Christopher Bridges                                                   | 4:06 |
| Here I Come (featuring will.i.am)                       | Adams, Ferguson, William Robinson, Jr.                                                                        | 3:21 |
| Velvet                                                  | Ferguson, George Pajon, Jr., Michael Fratantuno                                                               | 4:53 |
| Big Girls Don't Cry                                     | Ferguson, Toby Gad                                                                                            | 4:28 |
| Mary Jane Shoes (featuring Rita Marley en the I-Threes) | Ferguson, Vincent Ford, Adams                                                                                 | 3:55 |
| Losing My Ground                                        | Ferguson, Stefanie Ridel, Renee Sandstrom, Rob Boldt                                                          | 4:08 |
| Finally                                                 | John Stephens, Ferguson, Ridel                                                                                | 4:53 |

## Hitnoteringen

### NederlandseAlbum Top 100
| Positie: | 46 | 60 | 60 | 68 | 91 | 73 | 84 | 100 | 87 | 87 | 82 | 86 | 93 | 88 | 80 | 86 | uit |

- Het album heeft niet iedere week in de albumlijst gestaan tijdens de albumnotering.